# Tokugawa Narimasa
Tokugawa Narimasa (徳川 斉正, , 03 de maio de 1958 -) é 14º Líder do Ramo Mito dos Tokugawa. É Presidente do Museu Tokugawa .
| Precedido por Tokugawa Kuninari | - 15º Líder do Ramo Mito 1986-atual | Sucedido por Atual |